# Тулішкув (гміна)
Гміна Тулішкув (пол. Gmina Tuliszków) — місько-сільська гміна у північно-західній Польщі. Належить до Турецького повіту Великопольського воєводства.
Станом на 31 грудня 2011 у гміні проживало 10628 осіб.

## Територія
Згідно з даними за 2007 рік площа гміни становила 149.44 км², у тому числі:
- орні землі: 66.00%
- ліси: 27.00%

Таким чином, площа гміни становить 16.08% площі повіту.

## Населення
Станом на 31 грудня 2011:
| Опис     | Загалом | Загалом | Чоловіки | Чоловіки | Жінки | Жінки |
| -------- | ------- | ------- | -------- | -------- | ----- | ----- |
| одиниця  | осіб    | %       | осіб     | %        | осіб  | %     |
| все      | 10628   | 100     | 5316     | 50.02    | 5312  | 49.98 |
| міське   | 3434    | 100     | 1684     | 49.04    | 1750  | 50.96 |
| сільське | 7194    | 100     | 3632     | 50.49    | 3562  | 49.51 |

## Сусідні гміни
Гміна Тулішкув межує з такими гмінами: Владиславув, Кшимув, Малянув, Мицелін, Рихвал, Старе Място, Турек.